# هاري مور (سياسي)
هاري مور (بالإنجليزية: Harry Moore)‏ هو سياسي أسترالي، ولد في 29 مارس 1924، وتوفي في 14 أغسطس 2009. حزبياً، نشط في حزب العمال الأسترالي. وقد انتخب عضو الجمعية التشريعية نيو ساوث ويلز.